# Daniel Clark (Politiker, 1809)

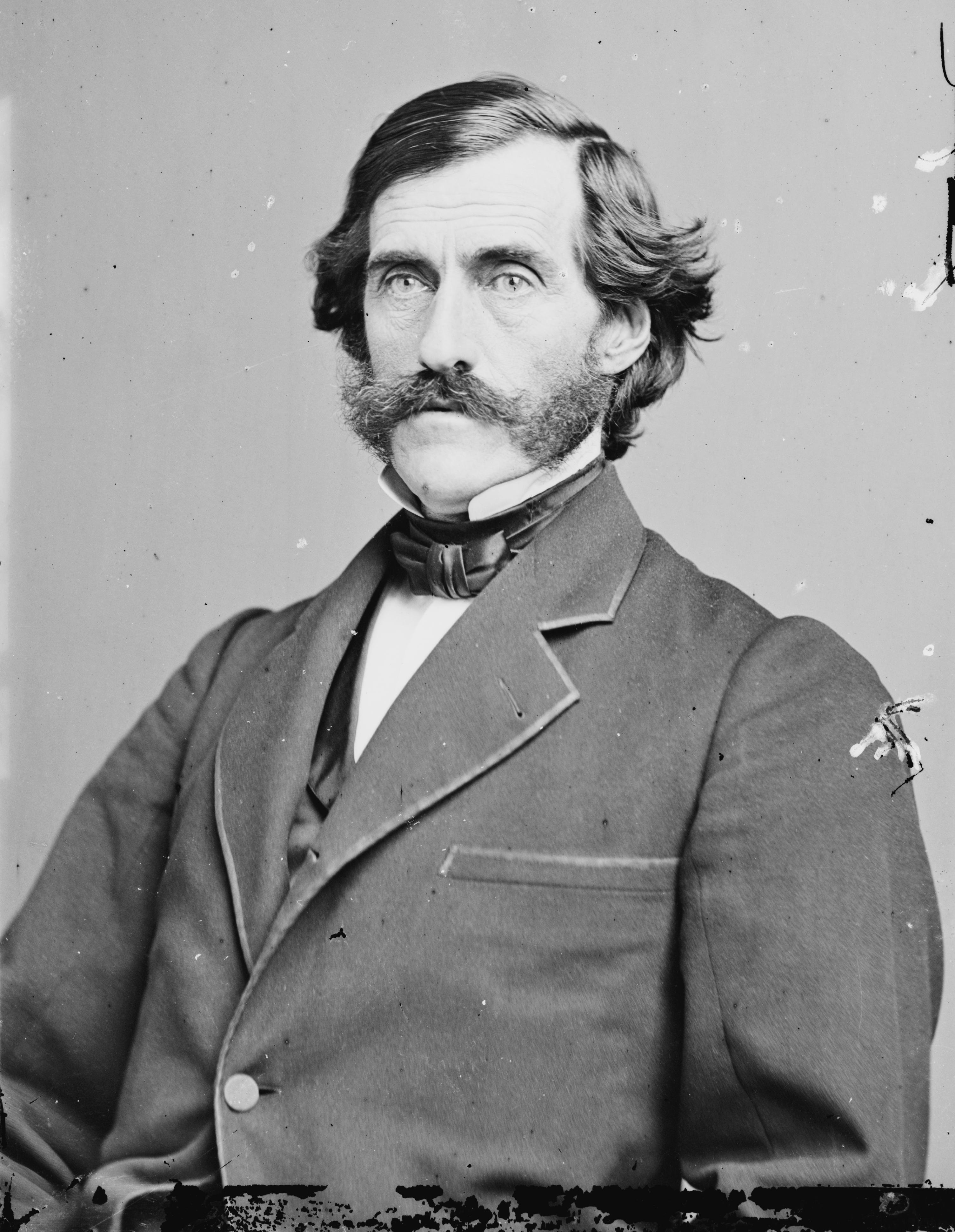
Daniel Clark

Daniel Clark (* 24. Oktober 1809 in Stratham, Rockingham County, New Hampshire; † 2. Januar 1891 in Manchester, New Hampshire) war ein US-amerikanischer Jurist und Politiker (Republikanische Partei), der den Bundesstaat New Hampshire im US-Senat vertrat. Anschließend wurde er Bundesrichter am Bundesbezirksgericht für den Distrikt von New Hampshire.
Nach dem Besuch der öffentlichen Schulen setzte Daniel Clark seine Ausbildung zunächst auf der Hampton Academy und dem Union College in Schenectady fort, ehe er 1834 seinen Abschluss am Dartmouth College in Hanover machte. Danach studierte er die Rechtswissenschaften, wurde 1837 in die Anwaltskammer aufgenommen und praktizierte im Anschluss zunächst in Epping, ehe er 1839 nach Manchester zog.
1842 zog Clark erstmals ins Repräsentantenhaus von New Hampshire ein, dem er bis 1843 angehörte. Weitere Amtsperioden in dieser Parlamentskammer folgten im Jahr 1846 sowie von 1854 bis 1855. Schließlich wurde er 1857 in den US-Senat gewählt, wo er die Nachfolge des verstorbenen James Bell antrat. Clark verblieb dort nach einer Wiederwahl vom 27. Juni 1857 bis zu seinem Rücktritt am 27. Juli 1866. Während dieser Zeit war er zwischen dem 26. April 1864 und dem 19. Februar 1865 Präsident pro tempore des Senats. Außerdem stand er zeitweise dem Committee on Claims vor.
Nach seinem Ausscheiden aus dem Senat wurde Daniel Clark als Nachfolger von Matthew Harvey Richter am United States District Court for the District of New Hampshire. Dieses Amt bekleidete er bis zu seinem Tod im Januar 1891. Sein Sitz fiel dann an Edgar Aldrich.